# Lerkil
Lerkil är en ort i Kungsbacka kommun i Hallands län som ligger på Onsalahalvön. Den var tidigare en egen tätort, men räknas numera som en del av tätorten Halla Heberg.
Lerkil ligger på norra delen av Onsalahalvön och är ett utpräglat villasamhälle med ett flertal sekelskiftesvillor. Lerkil är beläget 30 km från Göteborg och angränsar till Vallda Sandö, Särö och Vallda.

## Befolkningsutveckling
| Befolkningsutvecklingen i Lerkil 1990–2010 | Befolkningsutvecklingen i Lerkil 1990–2010 | Befolkningsutvecklingen i Lerkil 1990–2010 | Befolkningsutvecklingen i Lerkil 1990–2010 | Befolkningsutvecklingen i Lerkil 1990–2010 |
| --- | ------------------------------------------ | ------------------------------------------ | ------------------------------------------ | ------------------------------------------ |
| |                                            |                                            |                                            |                                            |
| År |                                            |                                            | Folkmängd                                  | Areal (ha)                                 |
| 1990 | 1990                                       |                                            | 229                                        | 94#                                        |
| 1995 | 1995                                       |                                            | 296                                        | 128                                        |
| 2000 | 2000                                       |                                            | 348                                        | 129                                        |
| 2005 | 2005                                       |                                            | 411                                        | 129                                        |
| 2010 | 2010                                       |                                            | 505                                        | 139                                        |
| Anm.: Ny tätort 1995. Definierad som småort 1990-1995 pga för hög andel fritidshus. Sammanvuxen med tätorten Halla Heberg 2015. # Som småort. |                                            |                                            |                                            |                                            |